# Бифилярная катушка
Бифилярная катушка — электромагнитная катушка, которая содержит две близко расположенных, параллельных обмотки. Если используются три изолированных провода, используется термин «трифилярная катушка».
В технике слово «бифиляр» обозначает провод, который сделан из двух изолированных жил. Оно обычно используется, чтобы обозначить специальные типы провода для обмоток трансформаторов. Бифилярный провод обычно представляет собой цветные эмалированные провода, соединённые вместе.

## Описание и применение

Бифилярная намотка, не обладающая индуктивностью

Есть четыре типа бифилярно намотанных катушек:
1. параллельная намотка, последовательное соединение;
2. параллельная намотка, параллельное соединение;
3. встречно намотанная катушка, последовательное соединение;
4. встречно намотанная катушка, параллельное соединение.

Некоторые бифилярные катушки намотаны так, что ток в обеих обмотках течёт в одном и том же направлении. Магнитное поле, созданное одной обмоткой, складывается с созданным другой, приводя к большему общему магнитному полю. В других —  витки расположены так, чтобы ток протекал в противоположных направлениях. Поэтому магнитное поле, созданное одной обмоткой равно и направлено противоположно созданному другой, приводя к взаимной нейтрализации магнитных полей. Это означает, что коэффициент самоиндукции катушки — ноль.
Бифилярная катушка (чаще называемая бифилярной обмоткой) используется в современной электротехнике как способ создания проволочного резистора с незначительной паразитной индуктивностью.
Другой тип бифилярной катушки применяется в обмотках некоторых реле и трансформаторов, используемых в импульсных источниках электропитания для подавления обратной ЭДС. В этом случае две обмотки близко расположены и намотаны параллельно, но электрически изолированы друг от друга. Основная обмотка управляет реле, а вспомогательная замкнута накоротко внутри корпуса. Когда ток через первичную обмотку прерывается, как случается, когда реле отключается, большая часть магнитной энергии поглощается вспомогательной обмоткой и превращается в тепло на её внутреннем сопротивлении. Это — только один из нескольких способов поглощения энергии от катушки для защиты устройства (обычно полупроводникового, уязвимого для скачков напряжения), которое управляет реле. Главный недостаток этого метода состоит в том, что сильно увеличивается время переключения реле.
При применении в импульсном трансформаторе одна обмотка бифилярной катушки используется для рассеяния энергии, запасённой в магнитном потоке. Из-за их близости, обе обмотки катушки пронизывает один и тот же магнитный поток. Один провод заземлён (обычно через диод) так, что когда на другом, основном, проводе бифилярной катушки отключается напряжение, магнитный поток создаёт ток через вспомогательную (ограничивающую) обмотку. Напряжение на этой обмотке равно падению напряжения на диоде (в прямом направлении) и равное напряжение появляется на основной обмотке. Если бы ограничивающая обмотка не использовалась, паразитный магнитный поток попытался бы индуцировать ток в основной обмотке. Так как эта обмотка отключена, и коммутационный транзистор находится в закрытом состоянии, высокое напряжение, которое появилось бы на транзисторе, могло бы превысить его пробивное напряжение и повредить его.

## История
Бифилярная катушка упоминается Николой Теслой в патенте Соединённых Штатов под номером U.S. Patent 512 340 1894 года. Тесла объясняет, что при использовании катушки для электромагнитов  её самоиндукция может быть нежелательна и может быть нейтрализована как с помощью подключения внешнего конденсатора, так и с помощью собственной ёмкости катушки специальной конструкции, которой и посвящён патент. Бифилярная катушка имеет бо́льшую собственную ёмкость, чем обычная, таким образом можно сэкономить на стоимости конденсаторов, — говорится в патенте. Это применение бифилярной катушки отличается от современных.